# Anna Bussotti
Anna Bussotti (Firenze, 4 aprile 1966) è una cantante italiana.

## Biografia
Ha incominciato a cantare ai concorsi per bambini. Nel 1985 partecipa al varietà televisivo Fantastico, condotto da Pippo Baudo. L'anno successivo è al Festival di Sanremo nella sezione "Nuove Proposte" con un brano scritto da Mango, Nessun dolore, che non accede alla finale.
Incide altri due singoli, Il cielo (cover di un brano di Lucio Dalla) e In te (scritta da Paolo Vallesi) dopodiché scompare dalle scene.

## Discografia

### Singoli
- 1986 – Nessun dolore/Ay ay ay ay (Fonit Cetra, SP-1838)
- 1988 – Il cielo/Chissà chi sarà (Fonit Cetra, SP-1868)
- 1990 – In te/L'amore quando non ci sei (Fonit Cetra, SP-1893)